# Frøslev Kirke (Morsø Kommune)
 For alternative betydninger, se Frøslev Kirke. (Se også artikler, som begynder med Frøslev Kirke)
Frøslev Kirke er kirke i Frøslev Sogn. Per 2015 er sognepræsten Peter Noer.
Kirken hører ind under et pastorat sammen med nabokirkerne Mollerup, Ovtrup og Dragstrup.